# 青瓦台詛咒

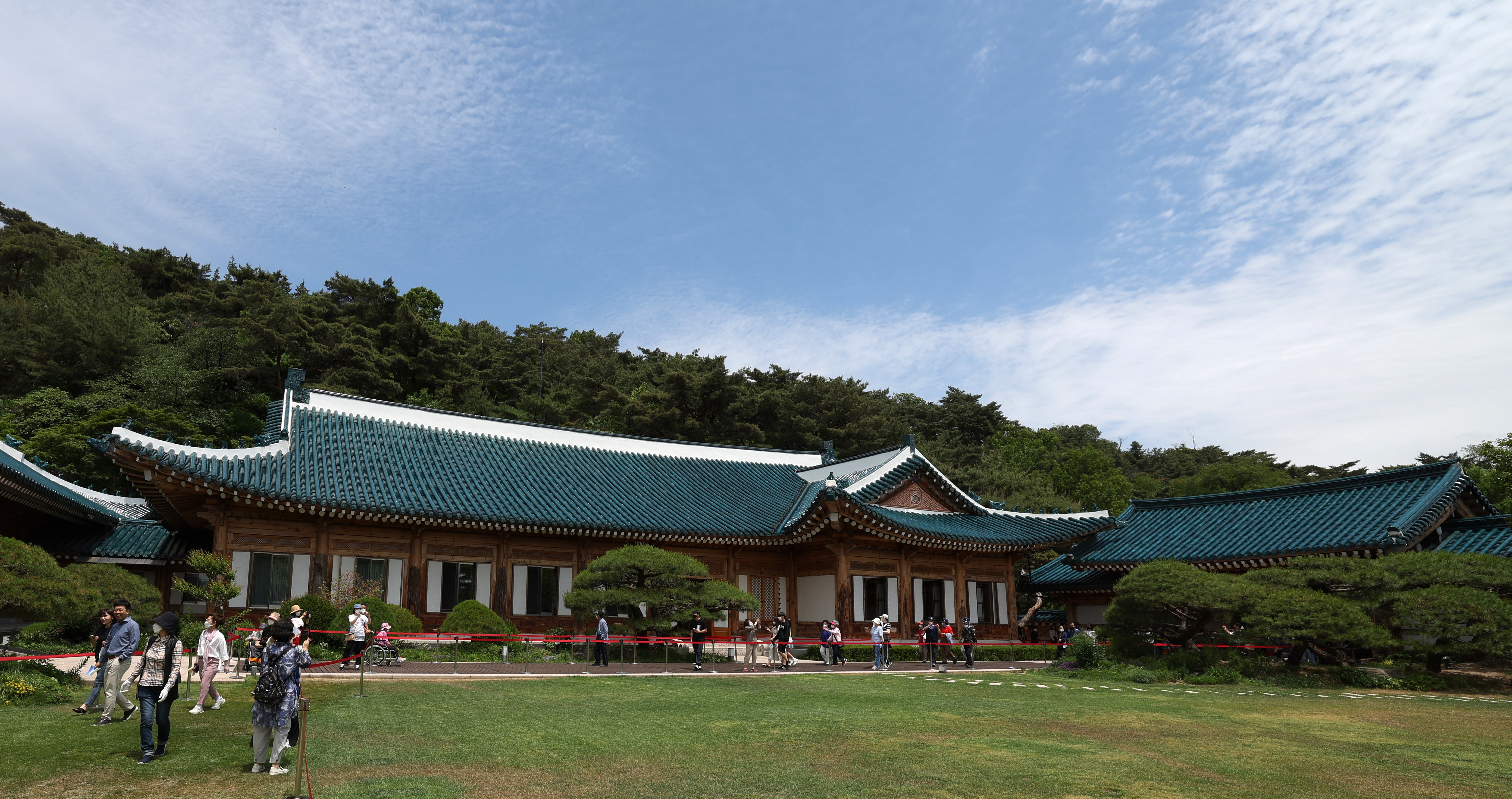
青瓦臺總統官邸

青瓦臺詛咒（：／）為韓國一政治现象及都市傳說，其聲稱大韓民國每任總統均不得善終，由於韓國總統除任上搬离的尹錫悅外官邸均位於青瓦臺，故得其名。
大韓民國迄今為止共有十三位正式總統，當中即已有六人未能完成整段任期，或在任期結束後下場堪虞，包括：
- 一人任内遇刺身亡（朴正熙）
- 一人卸任后遭調查期間畏罪自殺（盧武鉉）
- 兩人任內遭彈劾後起诉（朴槿惠、尹錫悅）
- 三人遭民運或政變推翻（李承晚、尹潽善、崔圭夏）
- 三人卸任后遭起诉判刑（全斗煥、盧泰愚、李明博）
- 一人卸任后遭起诉（文在寅）

其餘二人金泳三、金大中雖本人在卸任总统后未有任何不測，但因子女而捲入貪腐案件，有時也被列为其中。

## 列表
以下列出常被媒体指出遭受“青瓦台诅咒”的韩国总统。而许政、郭尚勋、白樂濬、朴忠勋、高建、黄教安、韩悳洙、崔相穆、李周浩等代理总统则皆不计入之内。
| 任屆             | 姓名 | 姓名                                     | 詳情                                                                                             | 概要                                       |
| ---------------- | ---- | ---------------------------------------- | ------------------------------------------------------------------------------------------------ | ------------------------------------------ |
| 第一任至第三任   |      | 李承晚（이승만） Rhee Syng-man （1875－1965）  | 1960年時因於总统大选中舞弊而引爆民怨，遭四一九革命推翻後流亡夏威夷，最終客死異鄉。               | 任內遭民運趕下臺並流亡美國                 |
| 第四任           |      | 尹潽善（윤보선） Yun Po-sun （1897－1990）     | 文官出身，無力處理李承晚下臺後的政治亂局，最終遭朴正熙發動五一六軍事政變推翻。                   | 任內遭軍事政變趕下臺                       |
| 第五至第九任     |      | 朴正熙（박정희） Park Chung-hee （1917－1979） | 與時任韓國中央情報部部長金载圭不和，后被刺殺。                                                   | 任內遇刺身亡                               |
| 第十任           |      | 崔圭夏（최규하） Choi Kyu-hah （1919－2006）   | 上任後不久旋即遭雙十二政變推翻，八個月后將政權交予全斗煥。                                       | 任内遭軍事政變趕下臺                       |
| 第十一至第十二任 |      | 全斗焕（전두환） Chun Doo-hwan （1931－2021）  | 1987年民主運動后下臺，被起訴叛國、貪污等罪名被判處死刑，後被特赦。                               | 任内遭民運趕下臺，後再遭起訴判刑           |
| 第十三任         |      | 卢泰愚（노태우） Roh Tae-woo （1932－2021）    | 卸任后因查出貪污数千亿韩元而被判無期徒刑，後被特赦。                                             | 卸任后遭起訴判刑                           |
| 第十四任         |      | 金泳三（김영삼） Kim Young-sam （1929－2015）  | 被稱作韓國反腐教父，其次子却因腐败被判刑。                                                       | 卸任後遭親屬捲入貪案                       |
| 第十五任         |      | 金大中（김대중） Kim Dae-jung （1924－2009）   | 其三名子女皆因腐败被判刑。                                                                       | 卸任後遭親屬捲入貪案                       |
| 第十六任         |      | 卢武铉（노무현） Roh Moo-hyun （1946－2009）   | 卸任后因遭李明博政府調查而跳崖自殺。                                                             | 任内遭弹劾（失败），卸任後遭調查，跳崖自殺 |
| 第十七任         |      | 李明博（이명박） Lee Myung-bak （1941－）      | 卸任後因收贿、滥用职权、挪用公款遭判處17年有期徒刑。2022年獲得特赦。                             | 卸任后遭起訴判刑                           |
| 第十八任         |      | 朴槿惠（박근혜） Park Geun-hye （1952－）      | 任内因親信干政指控而遭彈劾下臺，卸任後再被判處24年有期徒刑。2021年获得特赦。                     | 任內遭彈劾下臺、卸任後再遭判刑             |
| 第十九任         |      | 文在寅（문재인） Moon Jae-in （1953－）        | 卸任後因通過女兒女婿收賄的指控被檢方調查。2025年4月24日正式被起訴。                              | 卸任後涉嫌受賄被起訴                       |
| 第二十任         |      | 尹錫悅（윤석열） Yun Seok-yeol （1960－）      | 任內因實施緊急戒嚴而被彈劾下臺，並成为首位任内被捕的韩国总统。後被檢方以內亂罪起訴，案件審理中。 | 任內遭彈劾下台                             |

## 解释

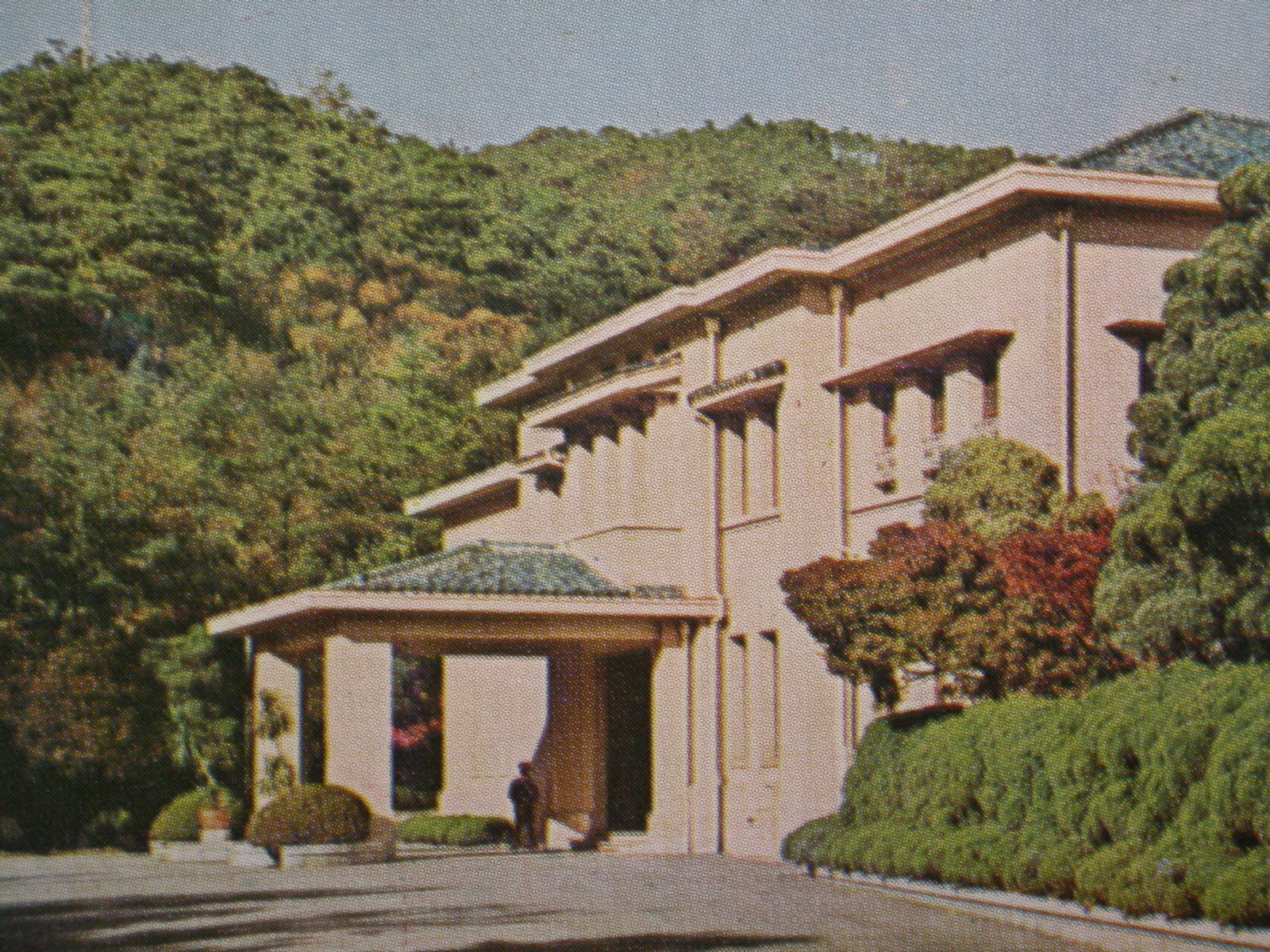
李承晚時期的景武臺

青瓦臺是李氏朝鮮時期修建的景福宫后园，其名稱曾數度更替。朝鮮日治時期因成為总督官邸而變成朝鮮半島的政治中心，自1948年后成爲韓國總統的辦公所。有傳説如日本軍部曾在撤離朝鮮半島前于青瓦臺附近釘入穿心釘，破壞了該地的風水，从而使之後的韓國統治者陸續遭遇不幸。然而，時任總統尹锡悦即使聲稱因「貼近和民众之間的距離」而遷至龍山大樓辦公，最終仍未能逃過“魔咒”被彈劾下台。
大部份学者和媒体则是从韩国的政治体制和文化方面解读“青瓦台魔咒”。如中国参考消息网刊登的一篇文章认为“诅咒”的背后其实是韩国政治本身存有的“清算文化”。韩国首爾大學政治外交系教授康元泽、中国政治学者吴强认为，该“诅咒”与韩国的政治结构有很大关系；如韩国总统本身具有很大人事任免权，且缺乏权力制衡，因此容易导致权力滥用及腐败；总统单一任期制使其政府常成为跛腳鴨，当总统影响力式微时，检调机关容易掌握证据；韩国财阀使裙带资本主义滋生，政商关系紧密，从而容易导致腐败；黨爭严重等。

## 关联条目
- 肯尼迪诅咒
- 頭髮交替規則
- 蒂珀卡努的诅咒
- 裙帶資本主義